# Aploquílids

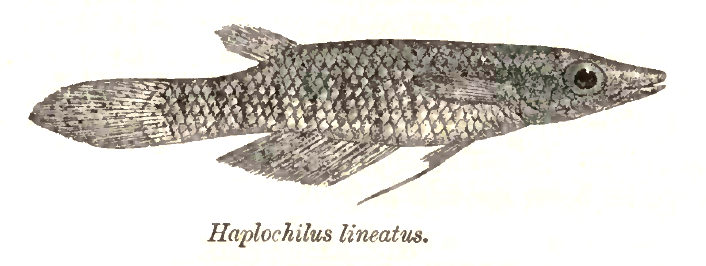
Aplocheilus lineatus

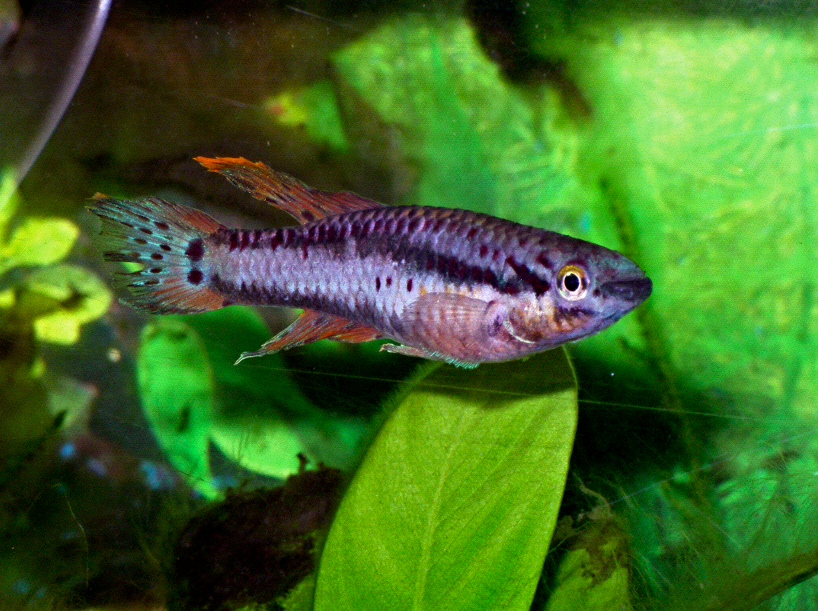
Aphyosemion bivittatum

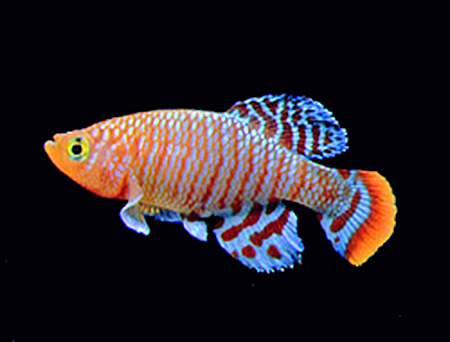
Mascle adult de Nothobranchius rachovii

Els aploquílids (Aplocheilidae) constitueixen una família de peixos d'aigua dolça i salabrosa de l'ordre dels ciprinodontiformes amb 13 gèneres i 310 espècies.

## Morfologia
- Són de mida petita: al voltant de 5 cm de longitud.[2]

## Reproducció
Ponen els ous a les acaballes de la temporada de pluges i els adults moren poc després de fresar. Els ous romanen inactius durant tota l'estació seca fins que el retorn de les pluges estimula llur desenvolupament i la seua posterior desclosa. El creixement dels alevins és ràpid (gairebé no hi ha període larval) i els peixos són sexualment madurs a l'edat, si fa no fa, d'un mes.

## Distribució geogràfica
Es troba a Àfrica, sud d'Àsia i des del sud de Nord-amèrica fins a Sud-amèrica.

## Observacions
Algunes de les seues espècies són populars com a peixos d'aquari.

## Gèneres
- Adamas  (Huber, 1979)
- Aphyoplatys (Clausen, 1967)
- Aphyosemion (Myers, 1924)
- Aplocheilus (McClelland, 1839)
- Callopanchax (Myers, 1933)
- Epiplatys (Gill, 1862)
- Episemion (Radda i Pürzl, 1987)
- Foerschichthys (Scheel i Romand, 1981)
- Fundulopanchax (Myers, 1924)
- Nothobranchius (Peters, 1868)
- Pachypanchax (Myers, 1933)
- Pseudepiplatys (Clausen, 1967)[3]
- Scriptaphyosemion (Radda i Pürzl, 1987)[4][5]